# Turritella elachista
Turritella elachista is een slakkensoort uit de familie van de Turritellidae. De wetenschappelijke naam van de soort is voor het eerst geldig gepubliceerd in 1889 door Rochebrune & Mabille.